# Talilit
Talilit (franska: Talilit (CR), Talilit (Commune Rurale), arabiska: تفرسيت) är en kommun i Marocko.   Den ligger i provinsen Driouch och regionen Oriental, 300 km öster om huvudstaden Rabat. Antalet invånare är 6 161.